# Коломінські Гриви
Коло́мінські Гри́ви (рос. Коломинские Гривы) — село у складі Чаїнського району Томської області, Росія. Адміністративний центр Коломінського сільського поселення.

## Населення
Населення — 832 особи (2010; 914 у 2002).
Національний склад (станом на 2002 рік):
- росіяни — 91 %